# کتاب‌شناسی حسن روحانی
سیاههٔ نوشته‌های حسن روحانی شاملِ چندین کتاب و ده‌ها مقاله، اغلب به فارسی، است.

## کتاب‌ها
از کتاب‌های تألیف شده حسن روحانی می‌توان به موارد زیر اشاره کرد:
- امنیت ملی و سیاست خارجی (آماده چاپ)
- امنیت ملی و محیط زیست (آماده چاپ)
- خاطرات دکتر حسن روحانی (انقلاب اسلامی ۱۳۵۷-۱۳۴۱)
- خاطرات دکتر حسن روحانی؛ جلد دوم: دفاع مقدس (آماده چاپ)
- روایت تدبیر و امید (۱۳۹۱)
- مقدمه‌ای بر تاریخ امامان شیعه (۱۳۹۱)
- سن اهلیت و مسئولیت قانونی در فقه اسلام و نظام حقوقی (۱۳۹۱)
- امنیت ملی و دیپلماسی هسته‌ای (۱۳۹۰)[۱][۲]
- نقش حوزه‌های علمیه در تحولات اخلاقی و سیاسی جامعه (۱۳۹۰)
- امنیت ملی و نظام اقتصادی ایران (۱۳۸۹)[۳][۴]
- اندیشه‌های سیاسی اسلام؛ جلد اول: مبانی نظری (۱۳۸۸)
- اندیشه‌های سیاسی اسلام؛ جلد دوم: سیاست خارجی (۱۳۸۸)
- اندیشه‌های سیاسی اسلام؛ جلد سوم: مسائل فرهنگی و اجتماعی (۱۳۸۸)
- خاطرات دکتر حسن روحانی؛ جلد اول: انقلاب اسلامی (۱۳۸۷)[۵][۶]
- مبانی تفکر سیاسی امام خمینی (ره) (۱۳۷۸)
- آشنایی با کشورهای اسلامی (۱۳۸۷)
- انقلاب اسلامی؛ ریشه‌ها و چالش‌ها (۱۳۷۶)

- Hassan Feridon, The Islamic Legislative Power (1994)
- Hassan Feridon, The Flexibility of Shariah; Islamic Law (1996)

## مقالات
- گفتمان امام خمینی پیرامون امنیت ملی و سیاست خارجی (بهمن ۱۳۹۱)
- سرمایه خانواده، سنگ بنای سرمایه اجتماعی (خرداد ۱۳۹۰)
- خانواده، سرمایه خانواده و چالش‌های فراروی جامعه ما (دی ۱۳۸۹)
- درآمدی بر مؤلفه‌های اساسی محیطی در چشم‌انداز ایران (شهریور ۱۳۸۹)
- زمینه‌ها و رویکردهای پژوهش کیفی (اردیبهشت ۱۳۸۹)
- درآمدی بر نظریه سرمایه فرهنگی (دی ۱۳۸۸)
- چشم‌انداز خاورمیانه: تداوم نگاه غرب، یا نگاهی جدید (آبان ۱۳۸۸)
- دین و روابط بین‌الملل؛ پارادوکس‌ها و ضرورت‌ها (اردیبهشت ۱۳۸۸)
- رویکردهای حوزه‌های علمیه و بایستگی‌های نوین (بهمن ۱۳۸۷)
- مهندسی فرهنگی: از نظریه تا عمل (تیر ۱۳۸۷)
- رسانه‌های گروهی و امنیت ملی (دی ۱۳۸۶)
- بایستگی آموزش مهارت‌های زندگی در آموزش و پرورش (مهر ۱۳۸۶)
- درآمدی بر سرمایه‌گذاری فرهنگی (تیر ۱۳۸۶)
- توسعه نباید در حد آرزو باقی بماند (فروردین ۱۳۸۶)
- نقش آموزش و پرورش در انسجام اجتماعی (دی ۱۳۸۵)
- درآمدی بر کارآمدی مجلس خبرگان (مهر ۱۳۸۵)
- چالش‌های فراروی عراق جدید (تیر ۱۳۸۵)
- ثروت ملی یا قدرت ملی؟ اولویت با کدام است؟ (فروردین ۱۳۸۵)
- همبستگی ملی و مشارکت عمومی (دی ۱۳۸۴)
- فراسوی چالش‌های ایران و آژانس در پرونده هسته‌ای (مهر ۱۳۸۴)
- پایبندی ما به رژیم‌های عدم اشاعه از موضع باورمندی ماست (تیر ۱۳۸۴)
- تدبیرهای ایران توان آینده‌نگری را از آمریکایی‌ها گرفت (فروردین ۱۳۸۴)
- خط قرمز فناوری سوخت؛ با رویکرد تعامل مؤثر پیش می‌رویم (دی ۱۳۸۳)
- نهضت خدمت‌رسانی از شعار تا کردار (مهر ۱۳۸۳)
- خودمداری سیاستمداران آمریکا و شیوه‌های حفاظت از منافع ملی ما (دی ۱۳۸۲)
- استراتژی جمهوری اسلامی ایران در قبال فرسایش حاکمیت دولت‌ها (مهر ۱۳۸۲)
- مفهوم جدید حاکمیت ملی یا فرسایش حاکمیت‌ها (تیر ۱۳۸۲)
- تکانه‌های آسیب‌های اجتماعی و پیامدهای ناگوار (فروردین ۱۳۸۲)
- تروریسم، بحران خاورمیانه و روابط ایران و آمریکا (مهر ۱۳۸۱)
- استراتژی جمهوری اسلامی ایران در برابر تهدیدات اخیر آمریکا (تیر ۱۳۸۱)
- پیرامون مواضع اخیر آمریکا در قبال جمهوری اسلامی ایران (دی ۱۳۸۰)
- انفجارهای آمریکا و منافع ملی جمهوری اسلامی (مهر ۱۳۸۰)
- امنیت عمومی، امنیت ملی و چالش‌های فراروی (تیر ۱۳۸۰)
- فناوری؛ مدارهای توسعه و چالش‌های ایران (فروردین ۱۳۸۰)[پیوند مرده]
- درآمدی بر مشروعیت و کارآمدی (دی ۱۳۷۹)